# دوبریخوو
دوبریخوو (به چکی: Dobřichov) یک منطقهٔ مسکونی در جمهوری چک است که در ناحیه کولین واقع شده‌است. دوبریخوو ۶٫۱۹ کیلومتر مربع مساحت و ۶۹۲ نفر جمعیت دارد و ۱۹۴ متر بالاتر از سطح دریا واقع شده‌است.